# ساماریوم یدید
ساماریم یدید ممکن است به موارد زیر اشاره داشته باشد:
- ساماریم(II) یدید (ساماریوم دی‌یدید)، SmI2
- ساماریوم(III) یدید (ساماریوم تری‌یدید)، SmI3